# Atlantis (mercat en línia)
Atlantis va ser un mercat de la web fosca fundat el març de 2013, el tercer mercat d'aquesta mena, després de The Silk Road i Black Market Reloaded. Va ser el primer mercat a acceptar Litecoin.
Poc després del llançament, Atlantis va desplegar una campanya de màrqueting agressiva per competir amb Silkroad. Per atraure els clients a canviar de fidelitat comercial, Atlantis va centrar la seva estratègia en l'"usabilitat, seguretat, tarifes més barates (per a comptes de proveïdors i comissions), velocitat del lloc web, assistència al client i implementació de comentaris". El juny de 2013, el seu vídeo d'estil d'inici va atreure molta l'atenció als mitjans. El vídeo va anunciar Atlantis com el "millor mercat anònim de drogues en línia del món" i va descriure les característiques que faltaven als seus competidors. Després d'aquesta campanya, un dels cofundadors del lloc va anunciar que va aconseguir més d'1 milió de dòlars en vendes.
Poc després de l'operació Oonymous, el mercat va tancar amb una setmana d'avís el setembre de 2013. Igual que altres mercats com Black Flag, el propietari d'Atlantis va tancar el lloc per por de ser arrestat. Durant el judici de Ross Ulbricht, es va revelar que el Sr. Ulbricht havia portat un diari, amb una de les seves entrades finals que deia: "Atlàntida tancada. Un dels seus equips em va enviar un missatge que va dir que van tancar a causa d'un document de l'FBI que se'ls va filtrar que detallava vulnerabilitats a Tor." Hi ha fonts, inclòs el personal del lloc, que creuen que el tancament va ser un robatori total, amb els propietaris robant els bitcoins dels seus usuaris.